# Stade Louis-Michel
Das Stade Louis-Michel ist ein Fußballstadion und liegt in der französischen Hafenstadt Sète, Département Hérault in der Region Okzitanien. Die Anlage wurde 1991 eröffnet und trägt den Namen des früheren Vereinspräsidenten Louis Michel (1952–1962). Der Verein spielte seit den 1920er Jahren im Stade Georges-Bayrou bevor man in die neue Heimat umzog. Ursprünglich hatte die Sportstätte nur einen überdachten Zuschauerrang mit 1200 Sitzplätzen. Durch den Aufstieg des FC Sète in die Ligue 2 im Jahr 2005 erweiterte man die Kapazität durch Stahlrohrtribünen um 4753 Plätze. Heute finden 8705 Zuschauer Platz im Stadion. Nach einer Saison stieg die Mannschaft wieder ab und Pläne zum Bau von Zuschauerrängen hinter den Toren wurden auf Eis gelegt.